# Aloa Javis
Aloa Javis (de son vrai nom Etoundi Aloa Mengue Josaphat), né le 17 mai 1949 à Nkondougou au Cameroun et mort le 12 mai 2020 à Yaoundé, est un artiste, musicien, auteur-compositeur, chanteur, arrangeur et producteur.
Il est une figure importante du Bikutsi moderne.

## Biographie

### Enfance et débuts
Etoundi Aloa Mengue Josaphat est né le 17 mai 1949 à Nkondougou dans la Mefou-et-Akono, Région du Centre au Cameroun. Il est le fils de Rose Mbazoa et Germain Etoundi.
Son sobriquet Javis tire ses origines de son prénom Josaphat, son nom Aloa et la dernière syllabe d’Elvis. Il a entamé ses études primaires à l’école de Nkondougou VI puis à l’école principale d’Obala où il obtient son CEPE.

### Carrière
Il se révèle au grand public grâce à son titre «Subugu mu».  «Subugu mu» restera toute l’année 1974 au sommet du hit-parade Camerounais.
Il est rendu célèbre dans les années 1980 par la télévision camerounaise lors des émissions de variétés musicales. Il pratique un Bikutsi moderne.
Il est l'auteur plusieurs titres à succès : “Henriette a divorcé”, “Eza mon”,  “Satan Eding”, “Nkumu Assengué”, "Dze Ya Ye Mayi ", "Aimée " Mezik me Loba" etc.

## Œuvres
- 1974 : Subugu Mu / Minal Mi [5]
- 1976 : Salome / Originale Edin Bongo Be Sukulu
- 1977 : Eza Mon / Henriette A Divorcé
- 1977 : Opérateur
- 1983 : Mayi Nna